# Palazzo Leuchtenberg
Palazzo Leuchtenberg è un edificio progettato nel 1816 da Leo von Klenze (1784-1864), situato a Odeonsplatz, Monaco di Baviera. È un grande blocco di appartamenti che si imposta su uno zoccolo bugnato. L'unico elemento pienamente decorativo sono le cornici. Si può trarre un riferimento, ovvero Antonio da Sangallo il Giovane con Palazzo Farnese nella stessa ritmicità delle finestre.

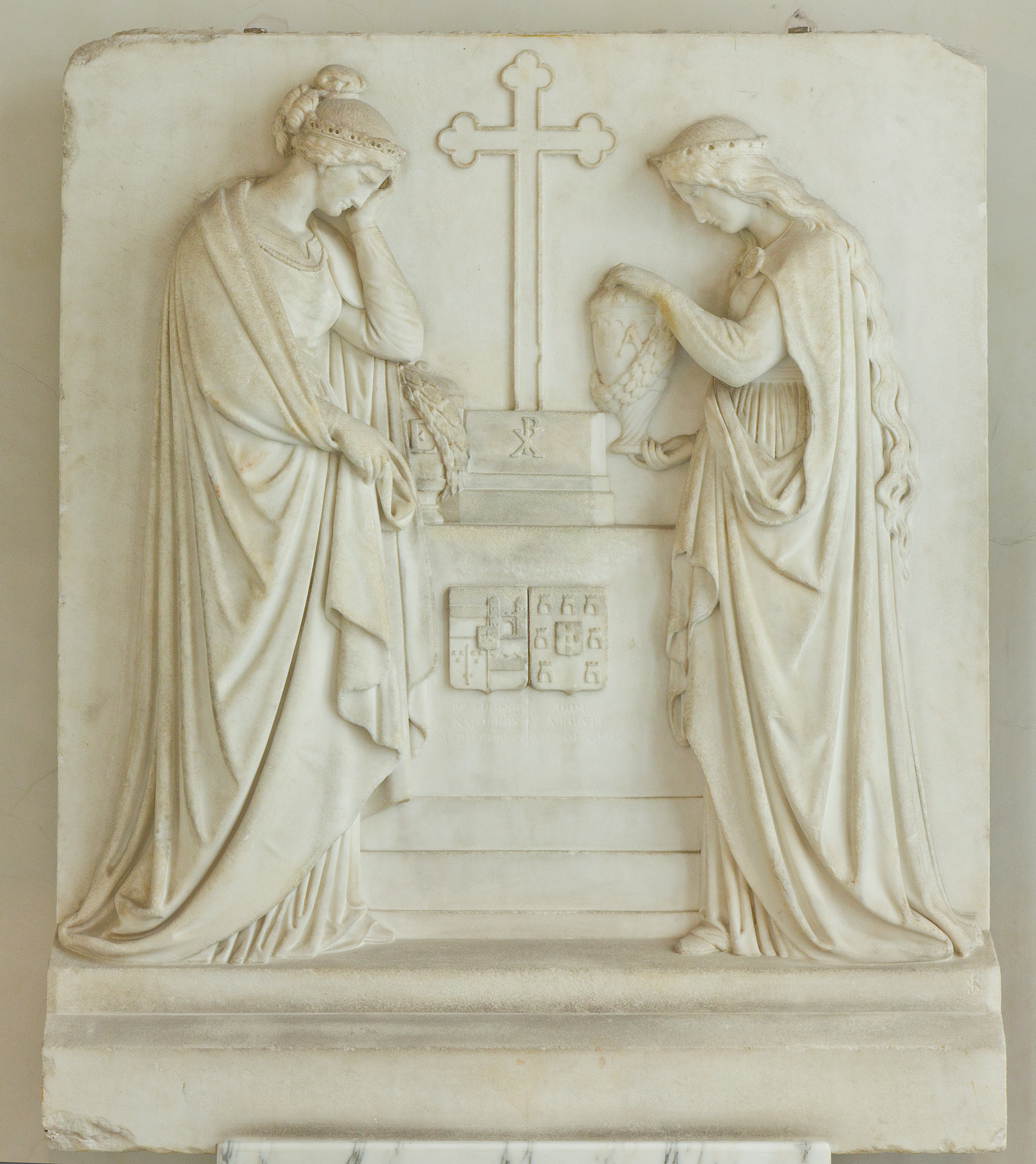
Epitaffio di Ludwig Schwanthaler al pianterreno del palazzo.

La caratteristica di fortezza viene trasformata in un edificio residenziale.
Il palazzo ospita attualmente il ministero delle finanze della Baviera. 

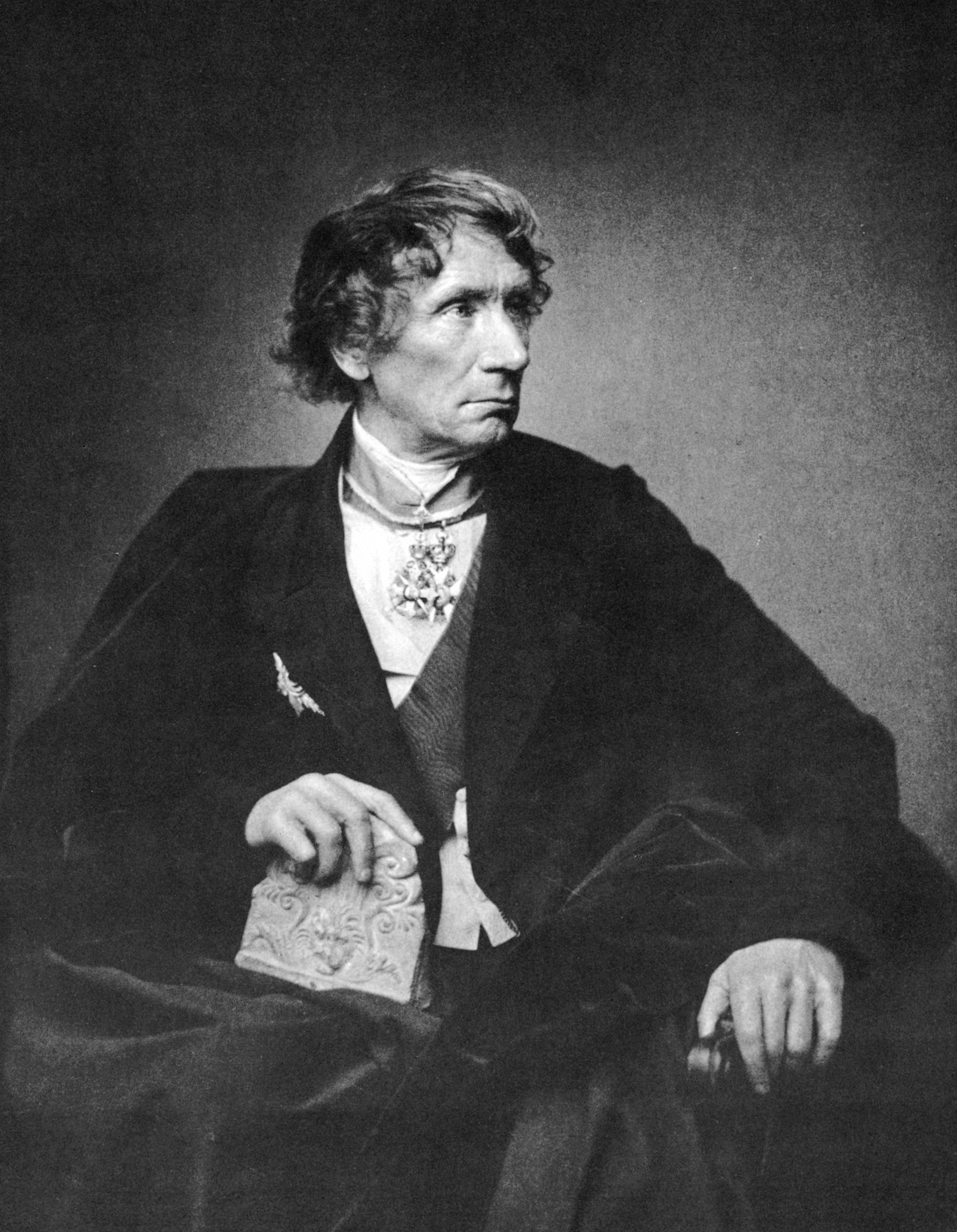
Leo von Klenze, costruttore dell'edificio originale

## Storia

### Edificio di von Klenze
Eugène de Beauharnais, duca di Leuchtenberg, cognato del futuro re Ludovico I di Baviera e figliastro di Napoleone, commissionò a Leo von Klenze di costruire un palazzo. Costruito tra il 1817 e il 1821 con un costo di 770,000 Gulden (pari all'intero budget delle costruzioni della Baviera nel 1819), fu il più grande palazzo del suo periodo, con più di 250 stanze, comprese una sala da ballo, un teatro, una sala da biliardo, una galleria d'arte, e una cappella, più un numero di dépendance che si allungavano per oltre 100 m nella attuale Kardinal-Döpfner-Straße. Klenze intendeva il Palais Leuchtenberg come punto di riferimento per la formazione di questo viale. Egli scelse lo stile neorinascimentale secondo il modello di Palazzo Farnese a Roma. Già durante la fase di costruzione Klenze visitò la capitale francese, per studiare le fosses inodores et mobiles (cioè le toilette) e integrarle nel palazzo Leuchtenberg. Queste strutture divennero uno standard per tutte le nuove costruzioni di Monaco.
Beauharnais abitò nel più grande palazzo nobiliare dell'epoca con sua moglie Augusta, sorella di Ludovico I, e con i suoi figli. Il palazzo era attrezzato con sala da ballo, teatro, sala da biliardo e galleria d'arte. Inoltre c'era anche una cappella.
Il 2 agosto 1829 ebbe luogo in questa cappella il matrimonio per procura tra l'imperatore Pietro I del Brasile e la principessa Amelia Augusta di Leuchtenberg.
Dopo la morte della vedova di Eugène de Beauharnais, Augusta von Leuchtenberg nel 1852, il palazzo fu comprato dal Principe Luitpold, il future regente di Baviera.
Fino all'inizio del 1933 il Palais Leuchtenberg fu usato per scopi di rappresentanza della casa reale bavarese, cioè dei Wittelsbach. Durante la seconda guerra mondiale fu danneggiato seriamente tra il 1943 e il 1945 dai bombardamenti aerei. Nel 1957 la  Baviera acquistò le rovine e le fece rimuovere completamente.

### Edificio di Heid/Simm (1963–1967)
Dopo la demolizione completa ci fu, negli anni dal 1963 al 1967, una nuova costruzione secondo i progetti di Hans Heid e Franz Simm, con uno scheletro in cemento armato con uno strato sovrapposto di mattoni e una facciata rifatta, per il ministero delle finanze dalla Baviera. La pianta non segue esattamente i progetti originali di Leo von Klenze.
Solo la facciata, è stata fedelmente restaurata, e gli spazi di rappresentanza del ministero e l'ufficio del ministro si trovano nuovamente nel "piano nobile" al primo piano. Non molto è stato conservato dei precedenti opulenti interni; alcuni pezzi si trovano al Castello di Nymphenburg. 
Il Alexanderfries (fregio di Alessandro), di Bertel Thorvaldsen è situato, come copia, nel foyer della Herkulessaal della Residenza di Monaco di Baviera.

## Opere d'arte del Palazzo

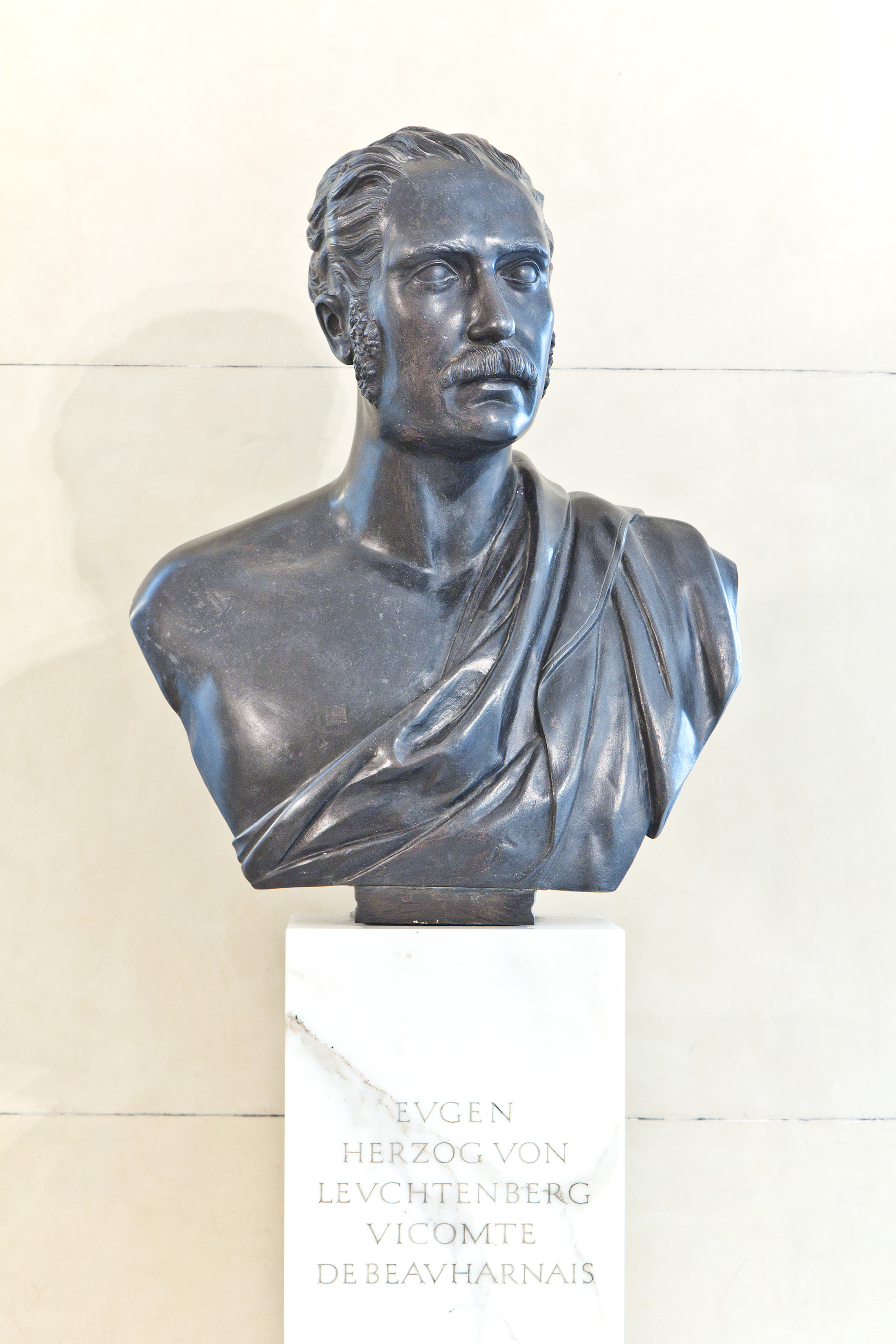
Busto di Eugène de Beauharnais
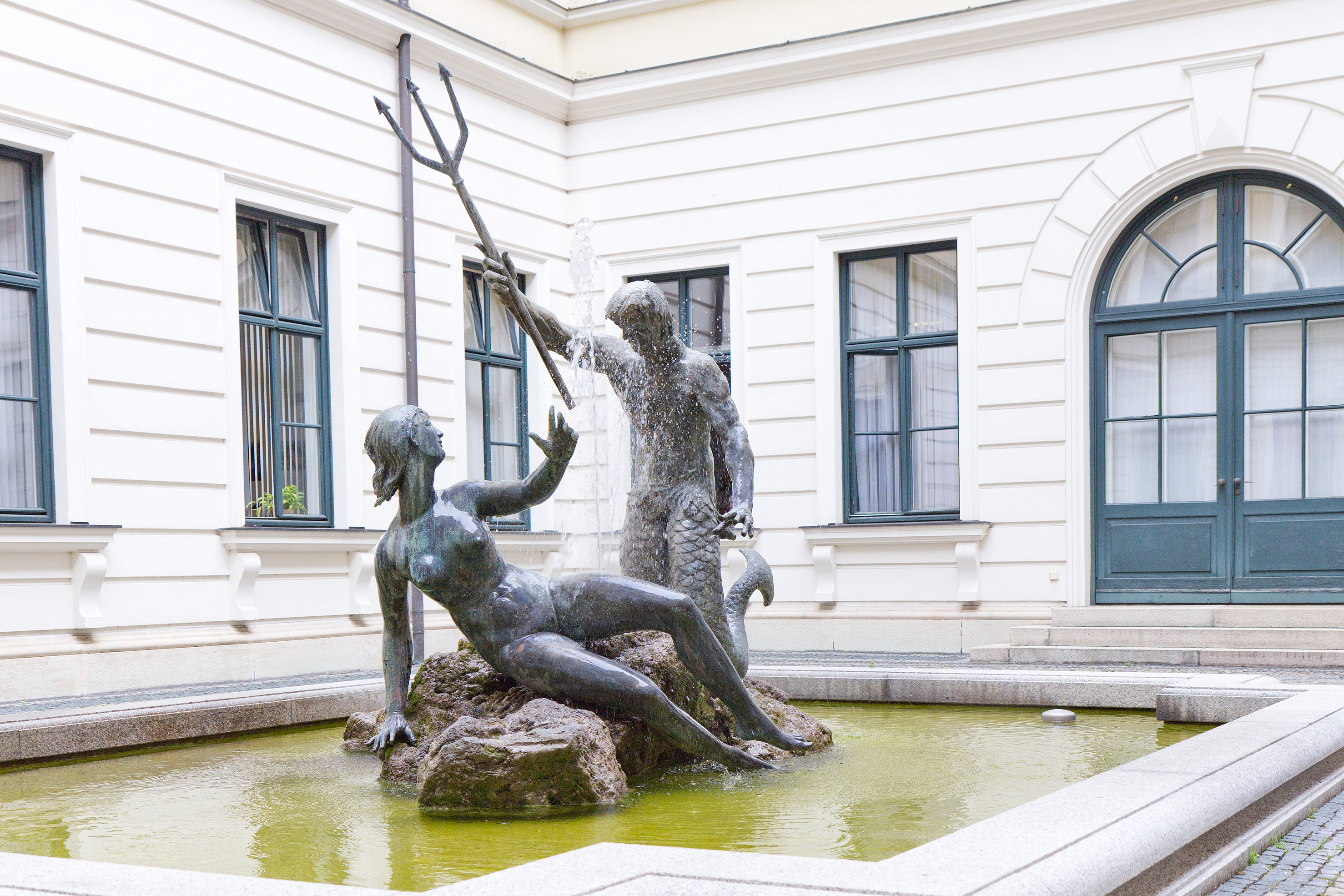
Isarnixenbrunnen (La fontana della sirena dell'Isar) nel cortile del Palazzo